# Metrioptera prenjica
Metrioptera prenjica is een rechtvleugelig insect uit de familie sabelsprinkhanen (Tettigoniidae). De wetenschappelijke naam van deze soort is voor het eerst geldig gepubliceerd in 1899 door Burr.
1. ↑  (en) Metrioptera prenjica op de IUCN Red List of Threatened Species.